# Паоло Де Челие
Паоло Де Челие е италиански футболист, който играе на поста краен защитник/крило. Юноша на Ювентус и част от първия състав.